# عقد 690
عقد 690 هو عقد امتد بين 1 يناير 690 و31 ديسمبر 699 بحسب التقويم الميلادي. سبقه عقد 680 ولحقه عقد 700.

## أحداث
- فتح قرطاج (698)
- معركة سبياستوبولس (692)

## مواليد
- ابي نو ناكامارو (698)
- محمد بن القاسم الثقفي (696)
- جهم بن صفوان (696)
- أبو الحسين بن ولاد (698)
- روبرت الأول، دوق نيوستريا (697)
- داجوبيرت الثالث (698)
- ابن جريج (699)
- ألفونسو الأول ملك أستورياس (695)
- زيد بن علي (695)
- هشام بن عبد الملك (691)
- حماد الراوية (694)

## وفيات
- أبو ثعلبة الخشني (694)
- سراقة البارقي (699)
- عاصم بن ضمرة (694)
- روبرت الأول، أسقف تور (695)
- سليم بن قيس (695)
- زينب بنت أبي سلمة (694)
- عبد الله بن الزبير (692)
- كلوفيس الرابع (695)
- أسماء بنت أبي بكر (692)
- إبراهيم بن الأشتر النخعي (691)
- مصعب بن الزبير (691)

## كتب
- Yves Denis Papin (1998). Chronologie de l'histoire ancienne. Lieu de publication non identifié: Éditions Jean-paul Gisserot. ISBN:2-87747-346-5. OCLC:40746926. مؤرشف من الأصل في 2022-03-16.
- موسوعة حضارة العالم (2002) لأحمد محمد عوف.

## روابط خارجية
- تصفح سنة بسنة عقد 690 على موقع onthisday.com
- تصفح سنة بسنة عقد 690 ابتداءً من سنة عقد 690 على موقع المكتبة الوطنية الفرنسية